# Podalyria uncinata
Podalyria uncinata är en ärtväxtart som beskrevs av John Hutchinson. Podalyria uncinata ingår i släktet Podalyria och familjen ärtväxter. Inga underarter finns listade i Catalogue of Life.